# الكسندر أوتو
الكسندر أوتو (بالألمانية: Alexander Otto)‏ (28 يناير 1988 في قيرغيزستان - ) هو لاعب كرة قدم ألماني في مركز الدفاع. لعب مع نادي ساربروكن وروتشلينج فولكلينجن ‏.

## وصلات خارجية
- الكسندر أوتو على موقع قاعدة بيانات كرة القدم.إي يو (الإنجليزية)
- الكسندر أوتو على موقع بيانات كرة القدم. دي إي (الألمانية)
- الكسندر أوتو على موقع عالم كرة القدم.نت (الإنجليزية)